# 德國國防軍陸軍第347步兵師
德國國防軍陸軍第347步兵師（德語：347. Infanterie-Division）是納粹德國國防軍陸軍的一個步兵師。該師於1942年9月組建。
該師組建後，一直在西線作戰。
該師於1945年5月7日改編為第347國民擲彈兵師（德語：347. Volksgrenadier-Division），但翌日因德國投降而沒有完成改編。該師也因此解散。

## 註腳
1. ↑  Mitcham（2007年）